# Zirkumhorizontalbogen

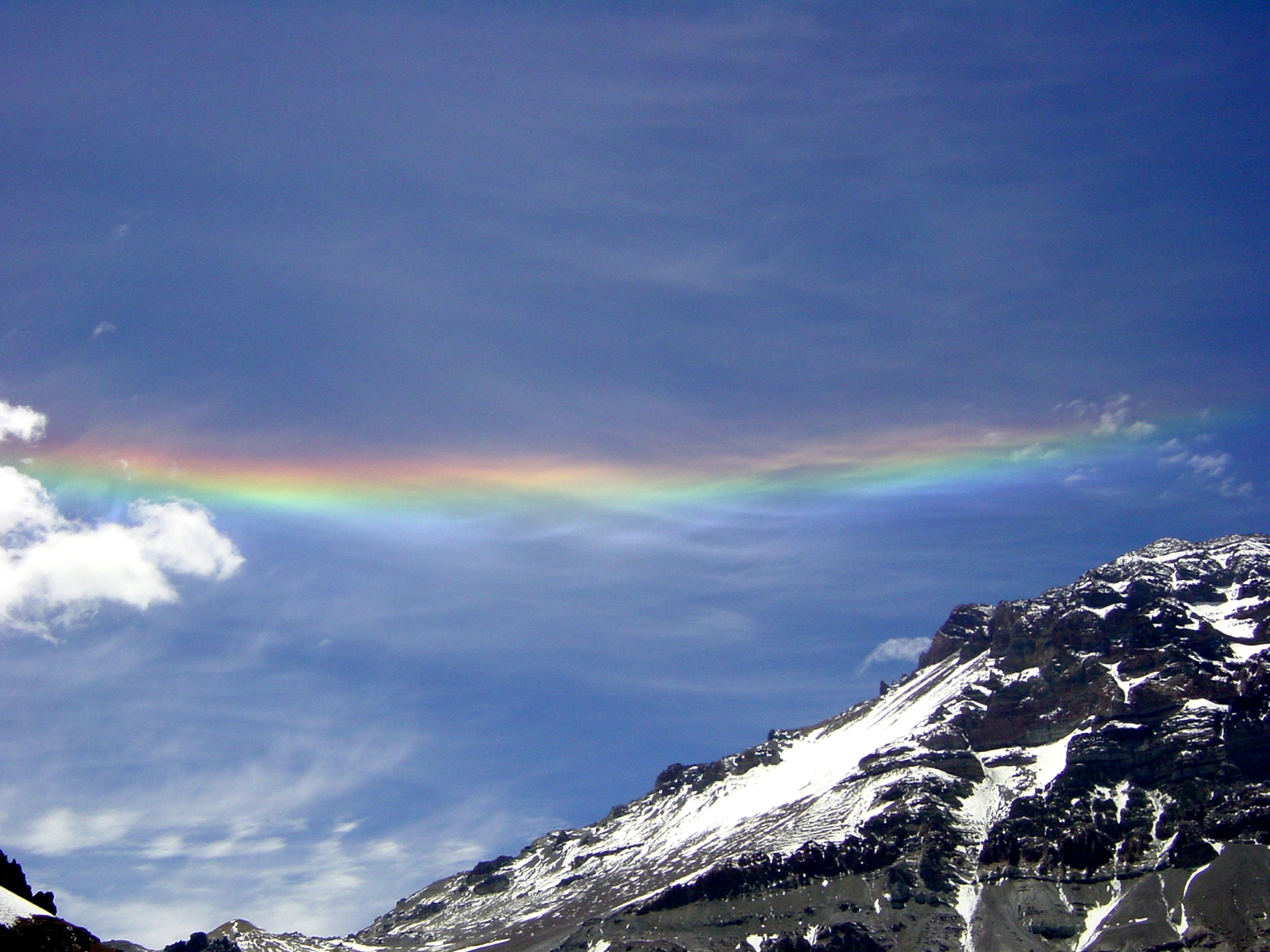
Zirkumhorizontalbogen am 7. Januar 2008 über dem Aconcagua, Argentinien

Der Zirkumhorizontalbogen ist eine der farbenprächtigsten Haloerscheinungen, der einem 
horizontal verlaufenden Regenbogen ähnelt.

## Erscheinungsform
Ein Zirkumhorizontalbogen verläuft in niedriger Höhe kreisförmig um den Himmelszenit herum, wobei jedoch maximal nur das der Sonne zugewandte Viertel dieses Kreises sichtbar ist. Die Erscheinung hat die Form eines regenbogenfarbigen Bogenstücks und befindet sich etwa 46° unterhalb der Sonne. Obwohl die Erscheinung einem Regenbogen ähnelt (gleiche Spektralfarben), ist sie kein Regenbogen, bei dem das Sonnenlicht an flüssigen Regentropfen (und nicht an Eisplättchen) gebrochen wird.

## Entstehung

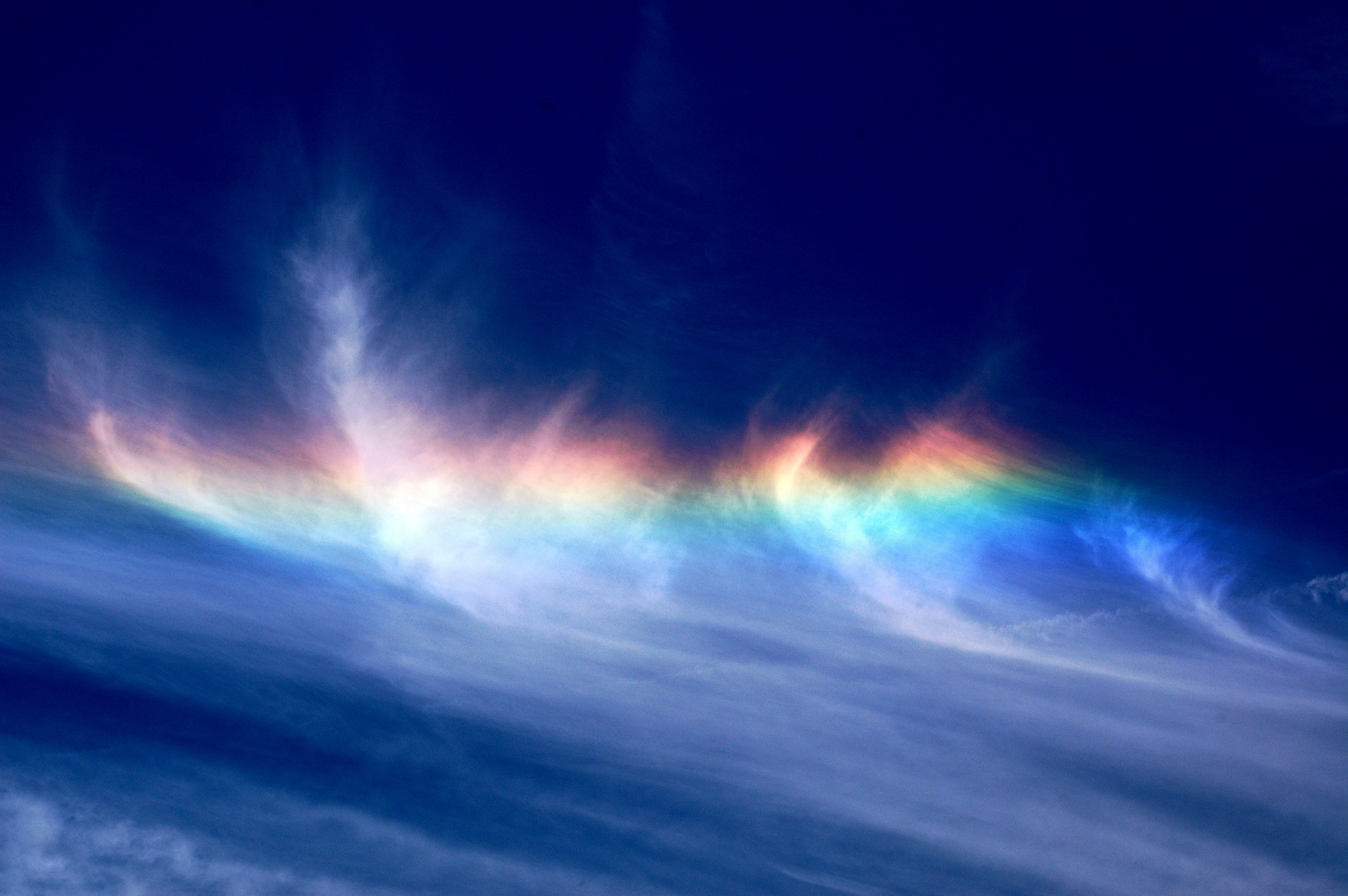
Zirkumhorizontalbogen am 30. Juni 2007

Der Zirkumhorizontalbogen entsteht wie der Zirkumzenitalbogen an schwebenden hexagonalen Eiskristallen (typischerweise in Cirrus- oder Cirrostratuswolken), wenn diese horizontal ausgerichtet sind. Das Licht tritt in eine senkrechte Seitenfläche ein und aus der unteren horizontalen Fläche wieder aus.
Der Zirkumhorizontalbogen steigt mit der Sonne und erreicht bei einem Sonnenstand von 67,9° seine maximale Intensität. Unter optimalen Verhältnissen kann die ganze Wolke wie ein Regenbogen gefärbt sein.
Die zu beobachtenden brillanten Farben der Zirkumzenital- und Zirkumhorizontalbögen werden durch den Vergleich der Dispersion und der Intensitätsverteilung für einzelne Farben deutlich. Durch Brechung an einer 90°- Eiskante führt die Dispersion zu einer Aufspaltung des Halos zwischen Rot und Blau von ungefähr 2°. Des Weiteren ist der Intensitätsverlauf einer einzelnen Farbe in einem Winkelbereich von nur einem halben Grad konzentriert.
Andererseits gibt es für die Farbbereiche auch keine schwach abfallenden Verteilung der Intensität, so wie dies beim Regenbogen und bei den Nebensonnen der Fall ist. Entsprechend überlagern sie sich weniger und die Farben sind reiner, das heißt näher an den Spektralfarben und weniger Mischfarben.

## Auftreten und Beobachtbarkeit
Ein Zirkumhorizontalbogen kann nur entstehen, wenn die Sonne höher als 57,8° über dem Horizont steht. Deshalb kann er nicht an Orten nördlicher als 55° N bzw. südlicher als 55° S beobachtet werden. In Deutschland, wo die Sonne bis auf eine Höhe von 61° steigen kann, ist er deshalb sehr selten zu sehen. Möglich ist dies nur im Sommer in der Mittagszeit, vorzugsweise von hohen Bergen aus. 
Im Gegensatz dazu kann ein Zirkumzenitalbogen bei tiefer stehender Sonne beobachtet werden. Während der Zirkumzenitalbogen die blaue Farbe des Lichtspektrums oben hat, ist beim Zirkumhorizontalbogen blau unten.